# 卡萨尔博迪诺
卡萨尔博迪诺是意大利阿布鲁佐大区基耶蒂省的一个市镇。总面积45.9平方公里，人口6375人，人口密度138.9人/平方公里（2009年）。ISTAT代码为069015。